# Badminton-Ozeanienmeisterschaft für Behinderte 2022
Die Badminton-Ozeanienmeisterschaft für Behinderte 2022 fand vom 29. bis zum 31. Juli 2022 in Melbourne statt.

## Medaillengewinner
| Disziplin            | Gold                                     | Silber                                  | Bronze                               |
| -------------------- | ---------------------------------------- | --------------------------------------- | ------------------------------------ |
| Herreneinzel WH1     | Lochan Cowper                            | Nang Nguyen Van                         | Richard John Davis                   |
| Herreneinzel WH1     | Lochan Cowper                            | Nang Nguyen Van                         | Samir Ishani                         |
| Herreneinzel WH2     | Grant Manzoney                           | Qambar Ali Akhteyari                    | Douglas Youlten                      |
| Herreneinzel WH2     | Grant Manzoney                           | Qambar Ali Akhteyari                    | Eamon Wood                           |
| Herreneinzel SL3–SU5 | Kenneth Adlawan                          | Phonexay Kinnavong                      | Jerome Bunge                         |
| Herreneinzel SL3–SU5 | Kenneth Adlawan                          | Phonexay Kinnavong                      | Oliver Kiran Linton                  |
| Herrendoppel WH1–WH2 | Lochan Cowper Grant Manzoney             | Qambar Ali Akhteyari Richard John Davis | Samir Ishani Grant Leonard           |
| Herrendoppel WH1–WH2 | Lochan Cowper Grant Manzoney             | Qambar Ali Akhteyari Richard John Davis | Dominic Monypenny Nang Nguyen Van    |
| Doppel SL3–SU5       | Doung Kim Chou Caitlin Dransfield        | Kenneth Adlawan Phonexay Kinnavong      | Zashka Gunson Celine Aurelie Vinot   |
| Doppel SL3–SU5       | Doung Kim Chou Caitlin Dransfield        | Kenneth Adlawan Phonexay Kinnavong      | Carrie Joanne Wilson Amonrat Jamporn |
| Dameneinzel WH1–WH2  | Mischa Ginns                             | Carrie Joanne Wilson                    | Brooke Holt                          |
| Dameneinzel WH1–WH2  | Mischa Ginns                             | Carrie Joanne Wilson                    | Bree Mellberg                        |
| Dameneinzel SL4–SU5  | Caitlin Dransfield                       | Janine Watson                           | Zashka Gunson                        |
| Dameneinzel SL4–SU5  | Caitlin Dransfield                       | Janine Watson                           | Celine Aurelie Vinot                 |
| Damendoppel WH1–WH2  | Mischa Ginns Bree Mellberg               | Fiona Sing Janine Watson                | Brooke Holt Marinda Jones            |
| Mixed WH1–WH2        | Richard John Davis Mischa Ginns          | Grant Manzoney Bree Mellberg            | Samir Ishani Janine Watson           |
| Mixed WH1–WH2        | Richard John Davis Mischa Ginns          | Grant Manzoney Bree Mellberg            | Douglas Youlten Sarah Cheshire       |
| Mixed SL3–SU5        | Oliver Kiran Linton Carrie Joanne Wilson | Kenneth Adlawan Caitlin Dransfield      | Phonexay Kinnavong Amonrat Jamporn   |
| Mixed SL3–SU5        | Oliver Kiran Linton Carrie Joanne Wilson | Kenneth Adlawan Caitlin Dransfield      | Arnold Razon Celine Aurelie Vinot    |